# 大府市民球場
大府市民球場（おおぶしみんきゅうじょう）は、愛知県大府市にある野球場。施設は大府市が所有し、運営管理を行っている。

## 沿革

### プレオープン時代
2021年（令和3年）、三菱重工業株式会社が所有していた三菱大府グラウンドを大府市が取得し、12月18日「大府市民球場（仮称）」としてプレオープンした。これにより大府市で初めて硬式野球が可能な野球場が誕生した。
2022年（令和4年）1月8日、初めての試合として、市内のスポーツ少年団による野球大会「久野欽平杯」が実施された、大府市長の岡村秀人が始球式を務めた。4月1日より共用利用が開始された。市は正式なオープンを2024年として定めており、今後の施設の改修費用に充当するとして11月3日から翌2023年1月31日にかけてふるさと納税と合わせたクラウドファンディングを実施した。

## 施設概要

### メイングラウンド
- 面積：31,098.77 m2、両翼：97.5 m、中堅：122.4 m
- 内野：黒土、外野：天然芝
- 夜間照明
- 本部席
- 一塁側：ベンチ、倉庫、ブルペン
- 三塁側：ベンチ、倉庫、ブルペン
- トイレ

### サブグラウンド
- 面積：約4,000 m2、長辺：約100 m、短辺：40 m

### 室内練習場
- 面積：540 m2、長辺：27 m、短辺：20 m
- 底面：人工芝

## 交通アクセス

### 鉄道
名古屋鉄道（名鉄）
- 名鉄名古屋本線：前後駅から徒歩で約43分（3.3 km）。

東海旅客鉄道（JR東海）
- 東海道本線：大府駅から徒歩で約45分（3.5 km）。共和駅から徒歩で約30分（2.3 km）。